# 砷酸氢二钠
砷酸氢二钠是一种无机化合物，化学式为Na2HAsO4。它是可溶于水的白色固体。它可用于合成其它砷酸盐或含砷杂多酸盐。
它受热经焦砷酸二氢二钠分解为偏砷酸钠。